# Пинто, Энтони
Энтони Фрэнсис Пинто (англ. Anthony Francis Pinto; род. 23 февраля 2006, Kwai Chung, Гонконг) — гонконгский футболист, нападающий любительского клуба «Университет Лафборо» и сборной Гонконга.

## Биография

### Клубная карьера
Родился в Гонконге в семье португальца и местной жительницы. Заниматься футболом начинал в гонконгском клубе «Хэппи-Вэлли». В 2019 году присоединился к академии английского «Болтон Уондерерс». С 2024 года выступает на любительском уровне за студенческую команду университета Лафборо в Северной Премьер-лиге (8-й дивизион).

### Карьера в сборной
Дебютировал за сборную Гонконга 6 июня 2024 года в матче второго отборочного раунда чемпионата мира 2026 против сборной Ирана, в котором вышел на замену на 57-й минуте и уже через 2 минуты отметился забитым голом. Тем не менее, его сборная потерпела поражение со счётом 2:4.